# Mead (Familienname)
Mead ist ein englischer Familienname.

## Namensträger
- Albert E. Mead (1861–1913), US-amerikanischer Politiker
- Alden Mead (* 1932), US-amerikanischer Chemiker
- Alicia Mead (* 1995), englische Squashspielerin
- Andrea Mead-Lawrence (1932–2009), US-amerikanische Skirennläuferin
- Andrew Mead (Gitarrist), US-amerikanischer Gitarrist
- Andrew Mead (Komponist), US-amerikanischer Komponist, Musikwissenschaftler und -pädagoge
- Andrew Mead (Saxophonist), US-amerikanischer Saxophonist
- Armistead D. Mead (1901–1980), US-amerikanischer Generalmajor
- Beth Mead (* 1995), englische Fußballspielerin
- Carver Mead (* 1934), US-amerikanischer Informatiker und Mikroelektroniker
- Charlie Mead (1921–2014), kanadischer Baseballspieler
- Chris Mead (1940–2003), britischer Ornithologe
- Courtland Mead (* 1987), US-amerikanischer Schauspieler und Synchronsprecher
- Cowles Mead (1776–1844), US-amerikanischer Politiker
- Darren Mead (* 1971), australischer Australian-Football-Spieler
- David Mead (* 1973), US-amerikanischer Singer-Songwriter
- Ed V. Mead (1921–1983), US-amerikanischer Politiker
- Edwin Doak Mead (1849–1937), US-amerikanischer Autor, Herausgeber und Pazifist
- Elwood Mead (1858–1936), US-amerikanischer Erfinder
- Ernest Mead († 2014), US-amerikanischer Musikwissenschaftler
- Frank Mead (Musiker), Musiker
- Frank Mead (Bild), Gemälde von Rose Mead (1867–1946)
- Frank Mead (Fußballspieler) (bl. 1890), US-amerikanischer Fußballspieler
- Frank Spencer Mead (1898–1982), US-amerikanischer Historiker und Religionshistoriker
- George Herbert Mead (1863–1931), US-amerikanischer Philosoph und Sozialwissenschaftler
- George Robert Stow Mead (1863–1933), englischer Theosoph und Autor
- Giles W. Mead (1928–2003), US-amerikanischer Ichthyologe
- Harold Mead (1910–1997), britischer Science-Fiction-Autor
- James F. Mead (1916–1987), US-amerikanischer Biochemiker
- James G. Mead (* 1943), US-amerikanischer Meeresbiologe
- James M. Mead (1885–1964), US-amerikanischer Politiker
- Janet Mead (1938–2022), australische Sängerin und Nonne
- Jim I. Mead, US-amerikanischer Paläontologe
- John A. Mead (1841–1920), US-amerikanischer Politiker
- Kate Campbell Hurd-Mead (1867–1941), US-amerikanische Feministin und Geburtshelferin
- Larkin Goldsmith Mead (1835–1910), US-amerikanischer Bildhauer
- Lucia True Ames Mead (1856–1936), US-amerikanische Pazifistin und Feministin
- Marcia Mead (1879–1967), US-amerikanische Architektin
- Margaret Mead (1901–1978), US-amerikanische Ethnologin und Anthropologin
- Matt Mead (* 1962), US-amerikanischer Jurist und Politiker
- Nick Mead (* 1995), US-amerikanischer Ruderer
- Phil Mead (1887–1958), englischer Cricketspieler
- Ray Mead (1921–1998), britisch-kanadischer Maler
- Richard Mead (1673–1754), englischer Arzt
- Richelle Mead (* 1976), US-amerikanische Schriftstellerin
- Roger Mead (1938–2015), britischer Statistiker
- Ronald Mead, britischer Motorradrennfahrer
- Sallie Pero Mead (1893–1981), US-amerikanische Mathematikerin und Elektroingenieurin
- Steven Mead (* 1962), britischer Musiker
- Syd Mead (1933–2019), US-amerikanischer Designer
- Taylor Mead (1924–2013), US-amerikanischer Schauspieler und Experimentalfilmer
- Thomas Mead (Tom Mead; 1904–1983), US-amerikanischer Filmproduzent und Regisseur
- Tim Mead (* 1981), englischer Opernsänger (Countertenor)
- Tom Mead (Politiker) (Thomas Francis Mead; 1918–2004), australischer Politiker
- Tom Mead (Künstler) (Mr. Mead), britischer Illustrator und Animator
- Walter Mead (Cricketspieler) (1869–1954), englischer Cricketspieler
- Walter Russell Mead (* 1952), US-amerikanischer Journalist und Autor
- William Richard Mead (1915–2014), britischer Geograph
- William Rutherford Mead (1846–1928), US-amerikanischer Architekt